# NGC 7470
NGC 7470 est une galaxie spirale (intermédiaire?) située dans la constellation de la Grue. Sa vitesse par rapport au fond diffus cosmologique est de 3 485 ± 21 km/s, ce qui correspond à une distance de Hubble de 51,4 ± 3,6 Mpc (∼168 millions d'al). NGC 7470 a été découverte par l'astronome britannique John Herschel en 1834.
La classe de luminosité de NGC 7469 est II-III et en raison d'une brillance de surface égale à 14,15 mag/am2, on peut qualifier NGC 7470 de galaxie à faible brillance de surface (LSB en anglais pour low surface brightness). Les galaxies LSB sont des galaxies diffuses (D) avec une brillance de surface inférieure de moins d'une magnitude à celle du ciel nocturne ambiant.
Selon la base de données Simbad, NGC 7470 est une candidate au titre de galaxie à noyau actif.

## Paire optique

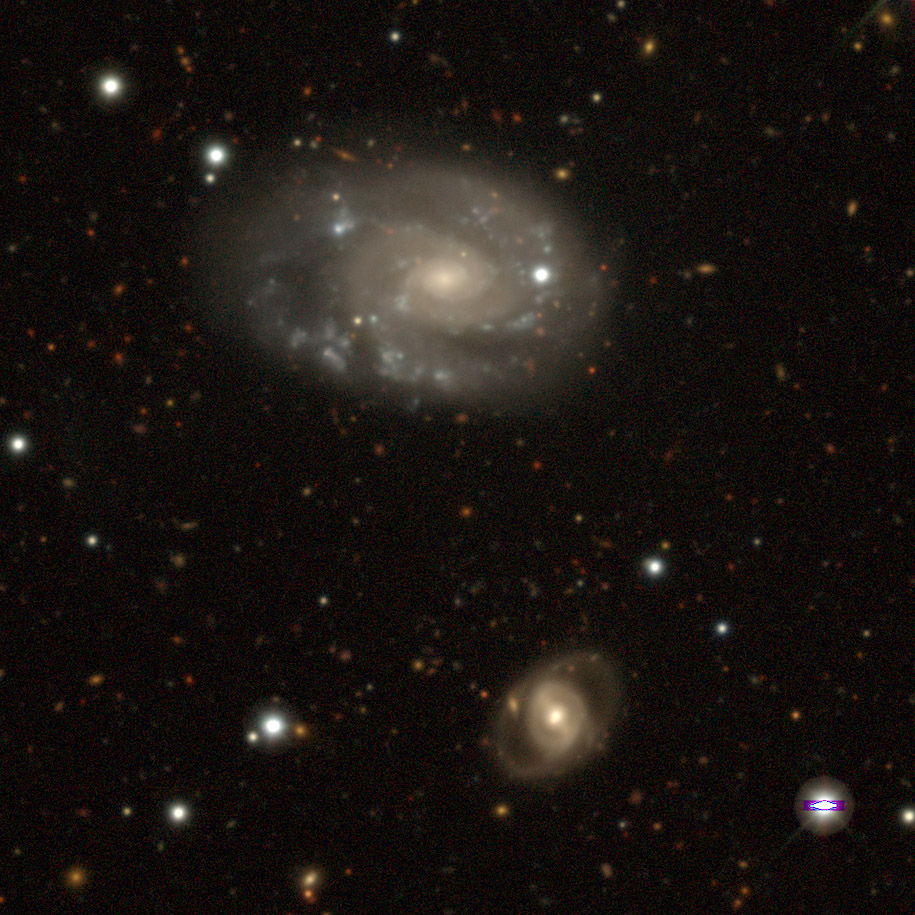
NGC 7425 par le projet « Legacy Surveys DR10 ».

La distance de Hubble de la galaxie PGC 469486 située au sud de NGC 7470 est égale à 245,48 ± 17,19 Mpc (∼801 millions d'al). Il s'agit donc d'une galaxie éloignée qui forme une paire purement optique avec NGC 7470.